# Newcastle International Sports Centre
Il 'Newcastle International Sports Centre (noto anche come McDonald Jones Stadium per diritti di sponsorizzazione) è uno stadio polivalente, situato a Newcastle, nel Nuovo Galles del Sud, in Australia.
Viene utilizzato dai Newcastle Knights (la squadra di rugby) che lo utilizza da 1988 e dal Newcastle United Jets, squadra di calcio che milita nella A-League che lo utilizza da 2005.
Lo stadio è stato inaugurato nel 1970 ed ha una capienza di 26 164 persone, che può però arrivare anche a 33 000 persone.